# Leber-Phosphofructokinase
Die Phosphofructokinase, liver type (zu deutsch Phosphofructokinase Typ Leber, PFKL) ist ein Enzym, das die Leber (L)-Untereinheit des tetrameren Enzyms Phosphofructokinase 1 bildet und den geschwindigkeitsbestimmenden Schritt der Glykolyse katalysiert, nämlich die Umwandlung von D-Fructose-6-phosphat zu D-Fructose-1,6-bisphosphat. PFKL wird durch das gleichnamige PFKL-Gen, welches sich beim Menschen auf Chromosom 21 befindet, codiert.

## Struktur

### Gen
Die mRNA-Sequenz von PFKL umfasst 55 Nucleotide an den 5′- und 515 Nucleotide an den 3′-nicht-codierenden Regionen sowie 2337 Nucleotide in der codierenden Region, die 779 Aminosäuren codieren. Diese codierende Region weist nur eine Ähnlichkeit von 68 % zwischen PFKL und der muskulären PFK auf.

### Protein
Das 80 kDa schwere Protein ist einer von drei Untereinheitstypen, welche die fünf tetrameren PFK-Isozyme bilden. Die Leber-PFK (PFK-5) enthält ausschließlich PFKL, während die Erythrozyten-PFK fünf Isozyme enthält, die aus verschiedenen Kombinationen von PFKL und dem zweiten Untereinheitstyp, PFKM, zusammengesetzt sind. Die Untereinheiten entwickelten sich aus einem gemeinsamen prokaryotischen Vorfahren durch Genduplikation und Mutationsereignissen. Im Allgemeinen führt der N-Terminus der Untereinheiten ihre katalytische Aktivität aus, während der C-Terminus allosterische Ligandenbindungsstellen enthält.

## Funktion
Das PFKL-Gen codiert für eine von drei Proteinuntereinheiten der PFK, die exprimiert und gewebespezifisch zum tetrameren PFK zusammengefasst werden. Als PFK-Untereinheit ist PFKL an der Katalyse der Phosphorylierung von Fructose-6-phosphat zu Fructose-1,6-bisphosphat beteiligt. Diese irreversible Reaktion ist der wichtigste geschwindigkeitsbestimmende Schritt der Glykolyse. Es wurde gezeigt, dass ein Knock-down von PFKL die Glykolyse beeinträchtigt und den Metabolismus über den Pentosephosphatweg fördert. Darüber hinaus reguliert PFKL die NADPH-Oxidaseaktivität über den Pentosephosphatweg abhängig von der NADPH-Konzentration.
PFKL wurde auch in Leukozyten, Nieren und Gehirn nachgewiesen.

## Klinische Bedeutung
Da die Erythrozyten-PFK sowohl aus PFKL als auch aus PFKM besteht, wird diese heterogene Zusammensetzung mit der unterschiedlichen PFK-Aktivität und Organbeteiligung in Verbindung gebracht, die in einigen erblichen PFK-Mangelzuständen beobachtet werden, in denen eine Myopathie, eine Hämolyse oder beides auftreten kann, wie bei der Glykogenspeicherkrankheit Typ VII, ebenfalls bekannt als Tarui-Krankheit.
Die Überexpression von PFKL wurde mit Erythrozyten und Fibroblasten des Down-Syndroms und mit biochemischen Veränderungen der PFK in Verbindung gebracht, die ihre glykolytische Funktion verbessern. Darüber hinaus ist das PFKL-Gen auf der für das Down-Syndrom verantwortlichen dreifachen Region von Chromosom 21 abgebildet, was darauf hinweist, dass auch dieses Gen dreifach aufgetreten ist.

## Tiermodell
Bei der Untersuchung der PFKL-Funktion wurden Modellorganismen verwendet. Eine konditionelle Knockout-Mauslinie mit der Bezeichnung Pfkltm1a(EUCOMM)Wtsi wurde im Rahmen des International Knockout Mouse Consortium-Programms entwickelt.
Männliche und weibliche Tiere wurden einem standardisierten phänotypischen Screening unterzogen, um die Auswirkungen der Deletion zu bestimmen. 26 Tests wurden an mutierten Mäusen durchgeführt und drei signifikante Abnormalitäten wurden beobachtet. Während der Trächtigkeit wurden nur wenige homozygote mutierte Embryonen identifiziert und keine überlebte bis zum Absetzen. Die restlichen Tests wurden an heterozygoten mutierten erwachsenen Mäusen durchgeführt und es wurde ein Phänotyp der Haarfollikel-Degeneration beobachtet.